# جوزف نیسبت لکونته
جوزف نیسبت لکونته (Joseph Nisbet LeConte) (زادهٔ ۷ فوریه ۱۸۷۰ – درگذشتهٔ ۱ فوریه ۱۹۵۰)، کاوشگر برجسته اهل سیرا نوادا بود. او همچنین یک نقشه‌نگار، عکاس و استاد مهندسی مکانیک بود.

## اوایل زندگی
جوزف نیسبت لکونته در اوکلند، کالیفرنیا به‌دنیا آمد و فرزند جوزف و کارولین (نیسبت) لکونته بود. او در میان دوستان معروف به «جو ی کوچک» بود، چون قد کوتاه داشت و فرزند استاد زمین‌شناسی جوزف لکونته بود. او در عکس‌ها و مقالات بیشتر مشهور به جی.ان. لکونته بود. او در ۱۸۸۷ میلادی وارد دانشگاه کالیفرنیا، برکلی شد و در ۱۸۹۱ میلادی مدرک لیسانس علوم خود را کسب کرد. او در ۱۸۹۲ میلادی مدرک فوق لیسانس مهندسی میکانیک خود را از دانشگاه کرنل به‌دست‌آورد، در اوت همان سال به عنوان استادیار مهندسی مکانیک در دانشگاه کالیفرنیا، برکلی گماشته شده و تدریس را از مضمون سینماتیک ماشین آغاز کرد.

## حرفه
او تدریس را از ۱۹۱۲ میلادی آغاز نموده و برای بیش از ۲۰ سال به تدریس مکانیک تحلیلی پرداخت. فیزیک‌دان آلمانی ویلهلم رونتگن در ۱۸۹۵ میلادی اشعه-ایکس (x-rays) را کشف کرد و نخستین مقاله پژوهشی وی در اواخر دسامبر به نشر رسید. روزنامه اتریشی نتایج آنرا یک هفته بعد منتشر نمود. لکونته پس از خواندن این گزارش‌ها، لامپ پرتوی کاتدی که عموی فقید او جان لکونته برای آزمایشگاه دانشگاه تهیه نموده بود را پیدا کرد. لکونته و همکاران وی توانستند یک ماشین اشعه-ایکس بسازند و تنها یک هفته پس از گزارش‌های کشف رونتگن، آنها تصاویری از یک گلوله که در دست یک پسر جوان فرورفته بود فراهم نمودند. لکونته همچنین مشکلات اساسی توربین‌های گازی را مورد مطالعه قرارداده و یک آنالیز هارمونیک برای مطالعه کارکرد کابل‌های انتقال انرژی الکتریکی را ساخت. او در طول حرفه خود که برای ۴۵ سال دوام داشت، استاد دانشگاه کالیفرینیا، برکلی بود.
لکونته از ایام جوانی شیفته کوهنوردی بود و برای اکتشاف تقریباً به سراسر سیرا نوادا سفر نمود و برخی اوقات حتی چندین هفته را در سفر گذراند. او بر مبنای اکتشافات خود، نخستین نقشه سیرا نوادا مرکزی را برای باشگاه سیرا تهیه نمود. در آن زمان نقشه‌های سازمان زمین‌شناسی آمریکا (USGS) در دسترس نبود. او همراه با جیمز اس. هاتچینسون و دونکان مک‌دوفی در ۱۹۰۸ میلادی برای نخستین‌بار یک جاده کوهستانی را از پارک ملی یوسیمیتی به کینگز کنیون ساخت که تقریباً در امتداد مسیر جان مویر امروزی قرار دارد. آنها توانستند در مدت ۲۸ روز، یک سفر ۲۲۸ مایلی را به بلندترین نقطه کوه تکمیل نمایند که شامل اکتشاف برخی بخش‌های قبلاً کشف نشده بود.
او که یک عکاس پرحرارت بود، تصویرهای زیادی از سیرا نویدا گرفت، از جمله تصاویری از هالا سیرا و دره هیتچ هیتچی قبل از اینکه توسط سیلاب سد/بند تخریب گردد. او با قاب‌های سنگین، شکننده و خشک شیشه‌ای کار می‌کرد که حمل و نقل آن در بیابان مستلزم مراقبت جدی بود. در ۱۹۴۴ میلادی، انسل آدامز کار او را بررسی کرد: «اکثر ساخت‌های او، هرچند عمداً «هنرمندانه» نبوده، اما منعکس‌کننده واکنش‌های احساسی نسبت به بهترین صحنه‌های کوهستان است. این کیفیت است که میان تنها یک ثبت و یک بیانیه خلاقانه و احساسی تفاوت ایجاد می‌کند».
او که صاحب امتیاز و عضو همیشگی باشگاه سیرا بود، چندین سمت رهبری در این باشگاه را برعهده داشت. پس از درگذشت جان مویر، او از ۱۹۱۵ – ۱۹۱۷ میلادی به عنوان دومین رئیس این باشگاه خدمت کرد. او در ساختن مسیر جان مویر در منطقه‌های سیرا که به عنوان بزرگ‌داشت برای خلف وی بود، نقش اساسی داشت. او از ۱۸۹۸ تا ۱۹۴۰ میلادی به عنوان رئیس هیئت مدیره باشگاه سیرا خدمت نموده و در زمان‌های مختلف به عنوان معاون، منشی، خزانه‌دار و رئیس مسافرت‌های این باشگاه خدمت کرد.
او در باشگاه سیرا با هیلین گومپیرتز آشنا شد و در ۱۹۰۱ میلادی با وی ازدواج کرد.
لکونته پاینت در دره هیتچ هیتچی و جاده لکونته در مرز جنوبی دانشگاه کالیفرنیا، لس‌آنجلس در روستا ویست‌وود، لس آنجلس به افتخار وی نام‌گذاری شده‌اند.